# Albania ai Giochi olimpici
L'Albania ha partecipato ai Giochi olimpici estivi una prima volta nel 1972 e poi ad ogni edizione dal 1992.
La sua prima partecipazione ai Giochi olimpici invernali è stata nel 2006.
Il Comitato Olimpico Nazionale Albanese, fondato nel 1958, venne riconosciuto dal CIO l'anno successivo.
I suoi atleti non hanno mai vinto medaglie ai Giochi olimpici invernali, mentre ai Giochi olimpici estivi l'Albania ha conquistato la sue prime medaglie ai Giochi di Parigi 2024. Il primo vincitore di una medaglia olimpica per l'Albania è stato il lottatore originario della Russia Chermen Valiev.

## Medaglieri

### Medaglie alle Olimpiadi estive
| Giochi              | Oro              | Argento          | Bronzo           | Totale           |
| ------------------- | ---------------- | ---------------- | ---------------- | ---------------- |
| 1972 Monaco         | 0                | 0                | 0                | 0                |
| 1976 Montreal       | non partecipante | non partecipante | non partecipante | non partecipante |
| 1980 Mosca          | non partecipante | non partecipante | non partecipante | non partecipante |
| 1984 Los Angeles    | non partecipante | non partecipante | non partecipante | non partecipante |
| 1988 Seul           | non partecipante | non partecipante | non partecipante | non partecipante |
| 1992 Barcellona     | 0                | 0                | 0                | 0                |
| 1996 Atlanta        | 0                | 0                | 0                | 0                |
| 2000 Sydney         | 0                | 0                | 0                | 0                |
| 2004 Atene          | 0                | 0                | 0                | 0                |
| 2008 Pechino        | 0                | 0                | 0                | 0                |
| 2012 Londra         | 0                | 0                | 0                | 0                |
| 2016 Rio de Janeiro | 0                | 0                | 0                | 0                |
| 2020 Tokyo          | 0                | 0                | 0                | 0                |
| 2024 Parigi         | 0                | 0                | 2                | 2                |
| Totale              | 0                | 0                | 2                | 2                |

### Medaglie alle Olimpiadi invernali
| Giochi           | Oro | Argento | Bronzo | Totale |
| ---------------- | --- | ------- | ------ | ------ |
| 2006 Torino      | 0   | 0       | 0      | 0      |
| 2010 Vancouver   | 0   | 0       | 0      | 0      |
| 2014 Soči        | 0   | 0       | 0      | 0      |
| 2018 Pyeongchang | 0   | 0       | 0      | 0      |
| 2022 Pechino     | 0   | 0       | 0      | 0      |
| Totale           | 0   | 0       | 0      | 0      |